# Motorola Milestone
Motorola Milestone — коммуникатор с QWERTY клавиатурой на базе операционной системы Android, разработанный компанией Motorola. CDMA версия аппарата известна в США как Motorola Droid. В отличие от последнего в Milestone производителем включен мультитач, вместо Google Maps Navigation присутствует навигационная программа MOTONAV (испытательная версия). Аппарат стал первым смартфоном с операционной системой Android 2.0.
Несмотря на слухи о возможном появлении Android 2.2 «Froyo» для Milestone летом 2010 года, официальное обновление было выпущено 15 марта 2011, хотя Motorola Droid был обновлен 3 августа 2010.
У пользователей нет возможности модифицировать ядро операционной системы за счёт использования ключа RSA 1024. В 2011 году был создан проект распределённых вычислений AndrOINC, поставивший целью взлом ключа, однако вероятность успешного его завершения крайне мала. Пользовательские прошивки, такие как FroyoMOD (Android 2.2) и Cyanogen Mod (Android 2.3), используют ядро из официальных обновлений.